# Agathon aylmeri
Agathon aylmeri är en tvåvingeart som först beskrevs av Garrett 1923.  Agathon aylmeri ingår i släktet Agathon och familjen Blephariceridae. Inga underarter finns listade i Catalogue of Life.